# Damalis hirtidorsalis
Damalis hirtidorsalis är en tvåvingeart som först beskrevs av Shi 1995.  Damalis hirtidorsalis ingår i släktet Damalis och familjen rovflugor.
Artens utbredningsområde är Sichuan (Kina). Inga underarter finns listade i Catalogue of Life.